# Russell (Ontario)
Russell (offiziell Township of Russell) ist eine Flächengemeinde im Osten der kanadischen Provinz Ontario. Sie liegt im Prescott and Russell United Counties und ist ein Township mit dem Status einer Lower Tier (untergeordneten Gemeinde).

## Lage
Die Gemeinde liegt am Castor River, einem Zufluss des South Nation Rivers. Die Siedlungsschwerpunkte der Gemeinde sind Russell und Embrun. Russell grenzt nach Westen/Nordwesten unmittelbar an Ottawa, hier an den Ward Cumberland im Nordwesten bzw. den Ward Osgoode im Westen und es liegt etwa 140 Kilometer Luftlinie westlich von Montréal.

## Bevölkerung
Der Zensus im Jahr 2016 ergab für die Gemeinde eine Bevölkerungszahl von 16.520 Einwohnern, nachdem der Zensus im Jahr 2011 für die Gemeinde noch eine Bevölkerungszahl von nur 15.247 Einwohnern ergeben hatte. Die Bevölkerung hat damit im Vergleich zum letzten Zensus im Jahr 2011 stärker als der Trend in der Provinz um 8,3 % zugenommen, während der Provinzdurchschnitt bei einer Bevölkerungszunahme von 4,6 % lag. Bereits im Zensuszeitraum von 2006 bis 2011 hatte die Einwohnerzahl in der Gemeinde deutlich über dem Trend um 9,8 % zugenommen, während sie im Provinzdurchschnitt um 5,7 % zunahm.

### Sprache
In der Gemeinde lebt eine relevante Anzahl von Franko-Ontariern. Bei offiziellen Befragungen gaben etwa 40 % der Einwohner an französisch als Muttersprache oder Umgangssprache zu verwenden. Auf Grund der Anzahl der französischsprachigen Einwohner gilt in der Gemeinde der „French Language Services Act“. Obwohl Ontario offiziell nicht zweisprachig ist, sind nach diesem Sprachgesetz die Provinzbehörden verpflichtet, ihre Dienstleistungen in bestimmten Gebieten auch in französischer Sprache anzubieten. Die Gemeinde selber gehört auch der Association française des municipalités d’Ontario (AFMO) an und fördert die französische Sprachnutzung ebenfalls auf Gemeindeebene.

## Söhne und Töchter der Stadt
- Robert Henderson (1871–1942), Mathematiker